# Blang Tunong
Blang Tunong is een bestuurslaag in het regentschap Pidie van de provincie Atjeh, Indonesië. Blang Tunong telt 319 inwoners (volkstelling 2010).